# Traunricht
Traunricht ist ein Ortsteil des Marktes Schwarzenfeld im Landkreis Schwandorf (Oberpfälzer Wald). In Traunricht leben 640 Einwohner.

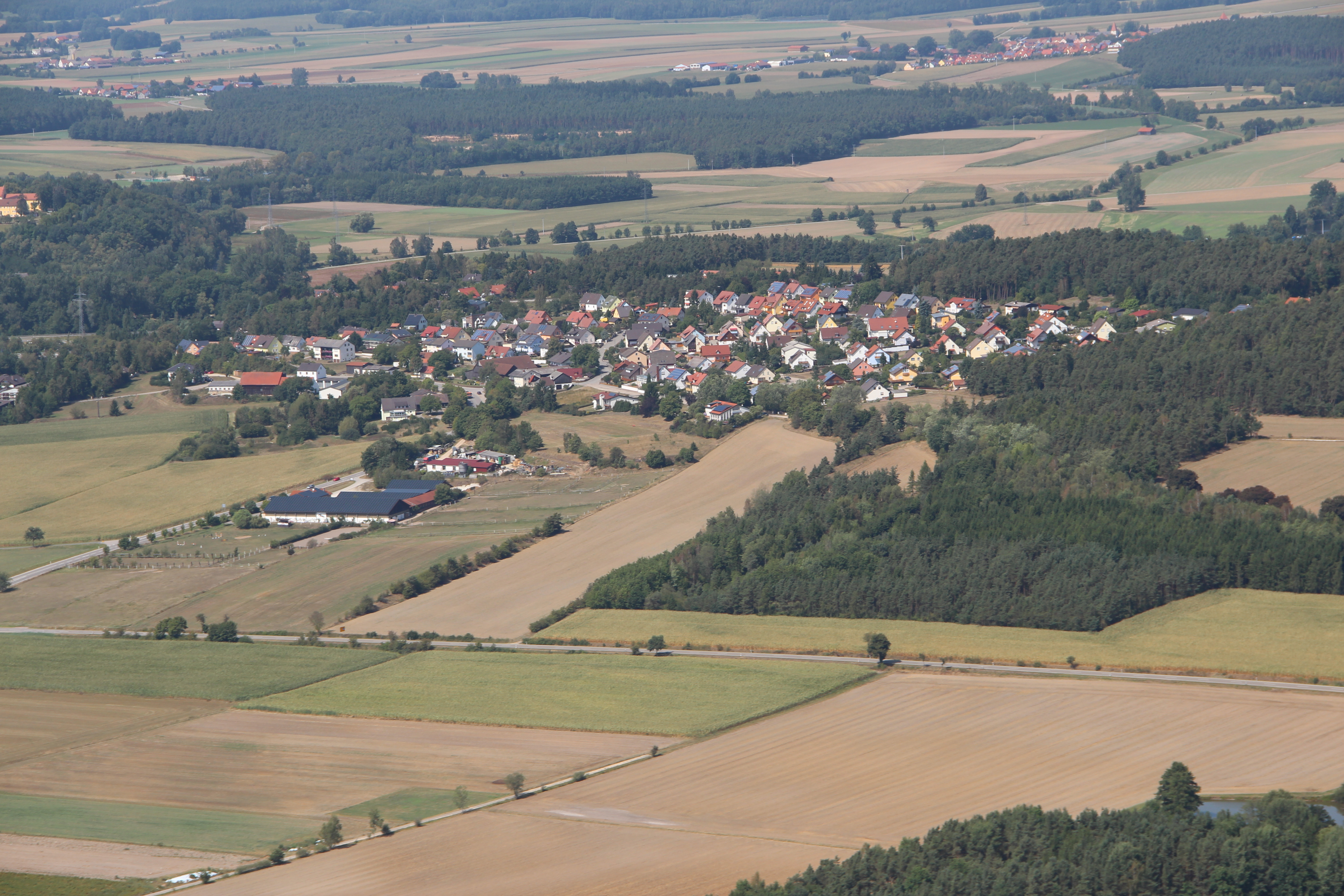
Traunricht (2012)

## Lage
Traunricht liegt im Naturpark Oberpfälzer Wald. Am Ortsrand fließt die Naab. Westlich der A 93 und der Naab liegt Schwarzenfeld. Zwischen Miesberg und Traunrichter Berg (Name vom Ortsteil Traunricht) liegt der Naabdurchbruch mit der Naabinsel, gegenüber die von der A 93 überquerte Mündung der Schwarzach.

## Verkehr
Westlich des Ortes verläuft die Bundesautobahn 93. Dort liegt die Autobahnabfahrt Schwarzenfeld. Durch den Ort verläuft die Staatsstraße 2151. Den ÖPNV stellt die Regionalbus Ostbayern GmbH (RBO) durch die Buslinie 6275 sicher, die von Weiden über Nabburg nach Schwandorf führt.